# Rhotidoides montana
Rhotidoides montana är en insektsart som beskrevs av Evans 1936. Rhotidoides montana ingår i släktet Rhotidoides och familjen dvärgstritar. Inga underarter finns listade i Catalogue of Life.